# دیوید گاگینز
دیوید گاگینز (متولد ۱۷ فوریه ۱۹۷۵)، یک دونده ماراتن، سخنران عمومی، نویسنده و ورزشکار آمریکایی است. او یکی از اعضای بازنشست شده نیروی دریایی ایالات متحده آمریکا است که در جنگ عراق خدمت کرده است. اولین کتاب خاطرات او، «نمی‌توانی به من آسیب بزنی» در سال ۲۰۱۹ منتشر شد و دنباله آن «هرگز تمام نشد» در سال ۲۰۲۲ منتشر شد. 

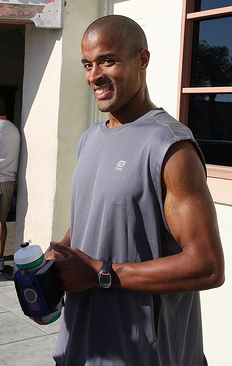
گاگینز در می ۲۰۰۸

## اوایل زندگی
دیوید گاگینز در ۱۷ فوریه ۱۹۷۵ به دنیا آمد. در سال ۱۹۸۱ در محله ویلیامسون (حوزه سرشماری)، نیویورک با پدرش (ترانیس گاگینز)، مادرش (جکی گاگینز) و برادرش (ترانیس جونیور گاگینز) زندگی می‌کرد. گاگینز تعریف می‌کند که در ۶ سالگی، او در کنار مادر و برادرش در پیست اسکیت پدرش کار می‌کرد. گاگینز ادعا کرده است که او و سایر اعضای خانواده‌اش قبل از فرار از دست پدر الکلی‌اش به همراه مادرش به برزیل، ایندیانا، مورد آزار و اذیت مداوم شدیدی از سوی پدر الکلی‌اش قرار گرفته‌اند، چیزی که او در کتاب «نمی‌توانی به من آسیب بزنی» دربارهٔ آن صحبت می‌کند. در فاصله بین اخراجش از نیروی هوایی و ثبت نام در نیروی دریایی، گاگینز به عنوان کنترل‌کننده آفات در یک رستوران کار می‌کرده است.

## حرفه نظامی
گاگینز برای پیوستن به نیروی هوایی ایالات متحده آمریکا درخواست داد و پس از دو بار شکست در آزمون استعدادهای حرفه‌ای نیروهای مسلح خود در آموزش پذیرفته شد. در حین تمرین تشخیص داده شد که وی دارای کم‌خونی داسی‌شکل است و از تمرین حذف شد. به او این امکان داده شد که پس از بازگشت تمرین‌ها را از سر بگیرد اما تصمیم گرفت که این کار را نکند. او سپس آموزش کنترل هوایی تاکتیکی نیروی هوایی ایالات متحده آمریکا (تی‌ای‌سی‌پی) را به پایان رساند و از سال ۱۹۹۴ تا ۱۹۹۹ به عنوان تی‌ای‌سی‌پی کار کرد، زمانی که او نیروی هوایی ایالات متحده آمریکا را ترک کرد.
پس از سه بار تلاش به دلیل صدمات متعدد، گاگینز در سال ۲۰۰۱، موفق به فارغ‌التحصیلی از واحد گزینش و آموزش نیروی دریایی ایالات متحده (BUD/S training) در کلاس ۲۳۵ شد.

## کتاب‌ها
دیوید گاگینز کتابی با عنوان «نمی‌توانی به من آسیب بزنی» را براساس تجربیات زندگی خود در سال ۲۰۱۹ منتشر کرد. کتاب او به عنوان یکی از پرفروشترین کتاب‌های حوزه موفقیت در آمازون است. 
دیوید گاگینز پس از کسب موفقیت در کتاب اول خود، در سال ۲۰۲۲ کتاب دیگری به نام هرگز تمام نشد را منتشر کرد.